# Coupe de France 2020–2021 (volleyboll, damer)
Coupe de France 2020-2021 var den 35:e upplagan av den franska volleybollturneringen Coupe de France för damer. Den genomfördes mellan 2 februari och 25 april 2021 och 14 lag från Ligue A deltog. ASPTT Mulhouse vann tävlingen för första gången genom att besegra Istres Ouest Provence VB i finalen. Héléna Cazaute utsågs till mest värdefulla spelare..

## Deltagande lag
| - ASPTT Mulhouse - Béziers Volley - VBC Chamalières - Istres Ouest Provence VB - VC Marcq-en-Barœul - MO Mougins VB - Volley-Ball Nantes | - RC Cannes - AS Saint-Raphaël Var Volley-Ball - Saint-Cloud Paris Stade Français - Terville FOC - Vandœuvre Nancy VB - Pays d'Aix Venelles VB - Volero Le Cannet |

## Turneringen

### Spelschema
|  | Åttondelsfinaler                 | Åttondelsfinaler |  |  | Kvartsfinaler                    | Kvartsfinaler |                |   | Semifinaler              | Semifinaler |                |   | Final | Final |  |
|  |                                  |                  |  |  |                                  |               |                |   |                          |             |                |   |       |       |  |
|  | VC Marcq-en-Barœul               | 1                |  |  |                                  |               |                |   |                          |             |                |   |       |       |  |
|  | Saint-Cloud Paris Stade Français | 3                |  |  | Saint-Cloud Paris Stade Français | 0             |                |   |                          |             |                |   |       |       |  |
|  | Istres Ouest Provence VB         | 3                |  |  | Istres Ouest Provence VB         | 3             |                |   |                          |             |                |   |       |       |  |
|  | Volero Le Cannet                 | 0                |  |  |                                  |               |                |   | Istres Ouest Provence VB | 3           |                |   |       |       |  |
|  | MO Mougins VB                    | 3                |  |  |                                  |               | MO Mougins VB  | 1 |                          |             |                |   |       |       |  |
|  | Pays d'Aix Venelles VB           | 2                |  |  | MO Mougins VB                    | 3             |                |   |                          |             |                |   |       |       |  |
|  | Vandœuvre Nancy VB               | 3                |  |  | Vandœuvre Nancy VB               | 2             |                |   |                          |             |                |   |       |       |  |
|  | AS Saint-Raphaël Var Volley-Ball | 0                |  |  |                                  |               |                |   | Istres Ouest Provence VB | 0           |                |   |       |       |  |
|  | RC Cannes                        | 1                |  |  |                                  |               |                |   |                          |             | ASPTT Mulhouse | 3 |       |       |  |
|  | Béziers Volley                   | 3                |  |  | Béziers Volley                   | 3             |                |   |                          |             |                |   |       |       |  |
|  | VBC Chamalières                  | 3                |  |  | VBC Chamalières                  | 0             |                |   |                          |             |                |   |       |       |  |
|  | Terville FOC                     | 0                |  |  |                                  |               |                |   | Béziers Volley           | 1           |                |   |       |       |  |
|  |                                  |                  |  |  |                                  |               | ASPTT Mulhouse | 3 |                          |             |                |   |       |       |  |
|  |                                  |                  |  |  | ASPTT Mulhouse                   | 3             |                |   |                          |             |                |   |       |       |  |
|  |                                  |                  |  |  | Volley-Ball Nantes               | 0             |                |   |                          |             |                |   |       |       |  |

### Resultat

#### Åttondelsfinaler
| 24 februari 2021 Parc des Sports, Vandœuvre-lès-Nancy Speltid: ? - Åskådare: ?    | Vandœuvre Nancy VB       | 3 - 0 | AS Saint-Raphaël Var Volley-Ball | 25-20, 25-18, 25-15              |
| 2 februari 2021 Palais des Victoires, Cannes Speltid: ? - Åskådare: ?             | RC Cannes                | 1 - 3 | Béziers Volley                   | 18-25, 21-25, 25-23, 17-25       |
| 2 februari 2021 Complexe Sportif Chatrousse, Chamalières Speltid: ? - Åskådare: ? | VBC Chamalières          | 3 - 0 | Terville FOC                     | 25-18, 25-18, 25-23              |
| 2 februari 2021 Salle Roger Duhalde, Mougins Speltid: ? - Åskådare: ?             | MO Mougins VB            | 3 - 2 | Pays d'Aix Venelles VB           | 22-25, 18-25, 25-22, 25-13, 15-5 |
| 2 februari 2021 Gymnase Paul Cavalloni, Istres Speltid: ? - Åskådare: ?           | Istres Ouest Provence VB | 3 - 0 | Volero Le Cannet                 | 25-23, 25-21, 25-22              |
| 2 februari 2021 Salle Saint Exupéry, Marcq-en-Barœul Speltid: ? - Åskådare: ?     | VC Marcq-en-Barœul       | 1 - 3 | Saint-Cloud Paris Stade Français | 25-22, 25-27, 17-25, 20-25       |

#### Kvartsfinaler
| 13 mars 2021 Halle Four à Chaux, Béziers Speltid: ? - Åskådare: ?  | Béziers Volley                   | 3 - 0 | VBC Chamalières          | 25-15, 25-23, 25-22               |
| 13 mars 2021 Palais des Sports, Mulhouse Speltid: ? - Åskådare: ?  | ASPTT Mulhouse                   | 3- 1  | Volley-Ball Nantes       | 25-17, 25-21, 25-27, 25-19        |
| 13 mars 2021 Salle Roger Duhalde, Mougins Speltid: ? - Åskådare: ? | MO Mougins VB                    | 3 - 2 | Vandœuvre Nancy VB       | 21-25, 25-23, 20-25, 25-20, 15-11 |
| 13 april 2021 Gymnase Geo André, Paris Speltid: ? - Åskådare: ?    | Saint-Cloud Paris Stade Français | 0 - 3 | Istres Ouest Provence VB | 16-25, 22-25, 24-26               |

#### Semifinaler
| 24 april 2021 Palais des Sports, Mulhouse Speltid: ? - Åskådare: ? | Istres Ouest Provence VB | 3 - 1 | MO Mougins VB  | 25-21, 25-18, 19-25, 25-20 |
| 24 april 2021 Palais des Sports, Mulhouse Speltid: ? - Åskådare: ? | Béziers Volley           | 1 - 3 | ASPTT Mulhouse | 20-25, 25-23, 21-25, 15-25 |

#### Final
| 25 april 2021 Palais des Sports, Mulhouse Speltid: ? - Åskådare: ? | Istres Ouest Provence VB | 0 - 3 | ASPTT Mulhouse | 20-25, 19-25, 17-25 |